# Ana Jabłonowska
Ana Jabłonowska (Cracóvia, 1660 – Chambord, 29 de agosto de 1727) foi uma nobre polonesa e mãe do rei Estanislau I Leszczyński da Polônia.

## Biografia
Ana Jabłonowska era filha de Estanislau João Jabłonowski e Mariana Kazanowska. Em 1676 casou-se com Rafael Leszczyński, filho de Boleslau Leszczyński.
Seu filho Estanislau Leszczyński tornou-se rei da Polônia com apoio sueco em 1704 e reinou até 1709.
Sua neta, Maria Leszczyńska, casou-se em 1725 com o rei da França Luís XV.